# Qualifications aux épreuves de tennis de table aux Jeux olympiques d'été de 2020
Cet article décrit la phase de qualification pour les épreuves de tennis de table aux Jeux olympiques d'été de 2020.

## Répartition des quotas
| CNO             | Hommes  | Hommes  | Femmes  | Femmes  | Mixte  | Total |
| CNO             | Simples | Équipes | Simples | Équipes | Double | Total |
| --------------- | ------- | ------- | ------- | ------- | ------ | ----- |
| Algérie         | 1       |         |         |         |        | 1     |
| Allemagne       | 2       | X       | 2       | X       | X      | 6     |
| Arabie saoudite | 1       |         |         |         |        | 1     |
| Argentine       | 2       |         |         |         |        | 2     |
| Australie       | 2       | X       | 2       | X       |        | 6     |
| Autriche        | 2       |         | 2       | X       | X      | 6     |
| Biélorussie     | 1       |         |         |         |        | 1     |
| Brésil          | 2       | X       | 2       | X       |        | 6     |
| Canada          | 1       |         | 1       |         | X      | 3     |
| Cameroun        |         |         | 1       |         |        | 1     |
| Chine           | 2       | X       | 2       | X       | X      | 6     |
| Corée du Nord   |         |         | 2       | X       |        | 3     |
| Corée du Sud    | 2       | X       | 2       | X       | X      | 6     |
| Croatie         | 2       | X       |         |         |        | 3     |
| Cuba            |         |         | 1       |         | X      | 2     |
| Danemark        | 1       |         |         |         |        | 1     |
| Égypte          | 2       | X       | 2       | X       | X      | 6     |
| Équateur        | 1       |         |         |         |        | 1     |
| Espagne         | 1       |         | 2       |         |        | 3     |
| États-Unis      | 2       | X       | 2       | X       |        | 6     |
| Fidji           |         |         | 1       |         |        | 1     |
| France          | 2       | X       | 2       | X       | X      | 6     |
| Grande-Bretagne | 1       |         | 1       |         |        | 2     |
| Grèce           | 1       |         |         |         |        | 1     |
| Guyana          |         |         | 1       |         |        | 1     |
| Hong Kong       | 2       | X       | 2       | X       | X      | 6     |
| Hongrie         | 1       |         | 2       | X       | X      | 6     |
| Inde            | 2       |         | 2       |         | X      | 4     |
| Iran            | 1       |         |         |         |        | 1     |
| Italie          |         |         | 1       |         |        | 1     |
| Japon           | 2       | X       | 2       | X       | X      | 6     |
| Kazakhstan      | 1       |         | 1       |         |        | 2     |
| Luxembourg      |         |         | 2       |         |        | 2     |
| Monaco          |         |         | 1       |         |        | 1     |
| Mongolie        | 1       |         | 1       |         |        | 2     |
| Nigeria         | 2       |         | 2       |         |        | 4     |
| Pays-Bas        |         |         | 1       |         |        | 1     |
| Pologne         |         |         | 2       | X       |        | 3     |
| Porto Rico      | 1       |         | 2       |         |        | 3     |
| Portugal        | 2       | X       | 2       |         |        | 5     |
| ROC             | 1       |         | 2       |         |        | 3     |
| Roumanie        | 1       |         | 2       | X       | X      | 4     |
| Sénégal         | 1       |         |         |         |        | 1     |
| Serbie          | 2       | X       |         |         |        | 3     |
| Singapour       | 1       |         | 2       | X       |        | 4     |
| Slovaquie       | 1       |         | 1       |         | X      | 3     |
| Slovénie        | 2       | X       |         |         |        | 3     |
| Suède           | 2       | X       | 1       |         |        | 4     |
| Suisse          |         |         | 1       |         |        | 1     |
| Syrie           |         |         | 1       |         |        | 1     |
| Taipei chinois  | 2       | X       | 2       | X       | X      | 6     |
| Tchéquie        | 2       |         | 1       |         |        | 3     |
| Thaïlande       |         |         | 2       |         |        | 2     |
| Togo            | 1       |         |         |         |        | 1     |
| Tunisie         | 1       |         | 1       |         |        | 2     |
| Ukraine         | 1       |         | 2       |         |        | 3     |
| Vanuatu         | 1       |         |         |         |        | 1     |
| Total : 58 CNO  | 65      | 16      | 70      | 16      | 16     | 172   |

## Épreuves

### Simples messieurs
| Épreuve                                  | Date               | Lieu      | Places | Athlètes qualifiés |
| ---------------------------------------- | ------------------ | --------- | ------ | --- |
| Jeux européens de 2019                   | 22-29 juin 2019    | Minsk     | 1      | Jonathan Groth (DEN) |
| Tournoi de qualification ouest-asiatique | 23-26 février 2020 | Amman     | 1      | Ali Al-Khadrawi (KSA) |
| Tournoi de qualification africain        | 27-29 février 2020 | Tunis     | 4      | Ibrahima Diaw (SEN) Adam Hmam (TUN) Olajide Omotayo (NGR) Larbi Bouriah (ALG)                                                                |
| Tournoi de qualification nord-américain  | 7-8 mars 2020      | Kitchener | 1      | Eugene Wang (CAN) |
| Tournoi de qualification mondial         | 14-17 mars 2021    | Doha      | 4      | Lubomír Jančařík (CZE) Bence Majoros (HUN) Wang Yang (SVK) Kirill Skachkov (ROC)                                                             |
| Tournoi de qualification asiatique       | 18-20 mars 2021    | Doha      | 5      | Nima Alamian (IRI) Enkhbatyn Lkhagvasüren (MGL) Sathiyan Gnanasekaran (IND) Clarence Chew (SIN) Sharath Kamal (IND)                          |
| Tournoi de qualification sud-américain   | 13-17 avril 2021   | Rosario   | 4      | Brian Afanador (PUR) Horacio Cifuentes (ARG) Alberto Miño (ECU) Gastón Alto (ARG)                                                            |
| Tournoi de qualification européen        | 21-25 avril 2021   | Odivelas  | 5      | Kou Lei (UKR) Álvaro Robles (ESP) Panayiótis Ghiónis (GRE) Ovidiu Ionescu (ROU) Pavel Širuček (CZE)                                          |
| Allocation place pour l'Océanie          | 1er mai 2021       | —         | 1      | Yoshua Shing (VAN) |
| Équipes qualifiées (2 par équipes)       | —                  | —         | 32     | Allemagne Australie Brésil Chine Corée du Sud Croatie Égypte États-Unis France Hong Kong Japon Portugal Serbie Slovénie Suède Taipei chinois |
| Classement mondial de l'ITF              | 1er juin 2021      | —         | 6      | Liam Pitchford (GBR) Quadri Aruna (NGR) Robert Gardos (AUT) Vladimir Samsonov (BLR) Daniel Habesohn (AUT) Kirill Gerassimenko (KAZ)          |
| Commission tripartite                    | 1er juin 2021      | —         | 1      | Dodji Fanny (TOG) |
| Total                                    | Total              | Total     | 65     | |

### Simples dames
| Épreuve                                  | Date               | Lieu      | Places | Athlètes qualifiés |
| ---------------------------------------- | ------------------ | --------- | ------ | --- |
| Jeux européens de 2019                   | 22-29 juin 2019    | Minsk     | 2      | Fu Yu (POR) Ni Xia Lian (LUX) |
| Jeux panaméricains de 2019               | 4-10 août 2019     | Lima      | 1      | Adriana Díaz (PUR) |
| Tournoi de qualification ouest-asiatique | 23-26 février 2020 | Amman     | 1      | Hend Zaza (SYR) |
| Tournoi de qualification africain        | 27-29 février 2020 | Tunis     | 4      | Offiong Edem (en) (NGR) Fadwa Garci (TUN) Olufunke Oshonaike (NGR) Sarah Hanffou (CMR) |
| Tournoi de qualification nord-américain  | 7-8 mars 2020      | Kitchener | 1      | Zhang Mo (CAN) |
| Tournoi de qualification mondial         | 14-17 mars 2021    | Doha      | 5      | Britt Eerland (NED) Linda Bergström (SWE) Polina Mikhaïlova (ROC) Yang Xiaoxin (MON) Suthasini Sawettabut (THA)                                                                                              |
| Tournoi de qualification asiatique       | 18-20 mars 2021    | Doha      | 5      | Anastassiya Lavrova (KAZ) Batmönkhiin Bolor-Erdene (MGL) Sutirtha Mukherjee (IND) Orawan Paranang (THA) Manika Batra (IND)                                                                                   |
| Tournoi de qualification sud-américain   | 13-17 avril 2021   | Rosario   | 3      | María Paulina Vega (CHI) Melanie Díaz (PUR) Daniela Fonseca (CUB) |
| Tournoi de qualification européen        | 21-25 avril 2021   | Odivelas  | 4      | Prithika Pavade (FRA) Jia Nan Yuan (FRA) Yana Noskova (ROC) Maria Xiao (ESP) |
| Allocation place pour l'Océanie          | 1er mai 2021       | —         | 1      | Sally Yee (FIJ) |
| Équipes qualifiées (2 par équipes)       | —                  | —         | 32     | Allemagne Australie Autriche Brésil Chine Corée du Nord Corée du Sud Égypte États-Unis France Hong Kong Hongrie Japon Pologne Roumanie Singapour Taipei chinois                                              |
| Classement mondial de l'ITF              | 1er juin 2021      | —         | 10     | Margaryta Pesotska (UKR) Hana Matelová (CZE) Barbora Balážová (SVK) Shao Jieni (POR) Hanna Haponova (UKR) Debora Vivarelli (ITA) Sarah De Nutte (LUX) Galia Dvorak (ESP) Rachel Moret (SUI) Tin-Tin Ho (GBR) |
| Commission tripartite                    | 1er juin 2021      | —         | 1      | Chelsea Edghill (GUY) |
| Total                                    | Total              | Total     | 70     | |

### Par équipes messieurs
| Épreuve                                 | Date                 | Lieu       | Places | Équipes qualifiées                                                                  |
| --------------------------------------- | -------------------- | ---------- | ------ | ----------------------------------------------------------------------------------- |
| Jeux européens de 2019                  | 22-29 juin 2019      | Minsk      | 1      | Allemagne                                                                           |
| Jeux africains de 2019                  | 19-31 août 2019      | Rabat      | 1      | Égypte                                                                              |
| Championnat d'Asie de 2019              | 15-22 septembre 2019 | Yogyakarta | 1      | Chine                                                                               |
| Tournoi de qualification nord-américain | 5 octobre 2019       | Rockford   | 1      | États-Unis                                                                          |
| Tournoi de qualification sud-américain  | 25-27 octobre 2019   | Lima       | 1      | Brésil                                                                              |
| Tournoi de qualification océanien       | 6-8 décembre 2019    | Mornington | 1      | Australie                                                                           |
| Tournoi de qualification mondiale       | 22-26 janvier 2020   | Gondomar   | 9      | Corée du Sud Croatie France Hong Kong Portugal Serbie Slovénie Suède Taipei chinois |
| Pays hôte                               | 15 février 2020      | —          | 1      | Japon                                                                               |
| Total                                   | Total                | Total      | 16     |                                                                                     |

### Par équipes dames
| Épreuve                                 | Date                 | Lieu       | Places | Équipes qualifiées                                                                      |
| --------------------------------------- | -------------------- | ---------- | ------ | --------------------------------------------------------------------------------------- |
| Jeux européens de 2019                  | 22-29 juin 2019      | Minsk      | 1      | Allemagne                                                                               |
| Jeux africains de 2019                  | 19-31 août 2019      | Rabat      | 1      | Égypte                                                                                  |
| Championnat d'Asie de 2019              | 15-22 septembre 2019 | Yogyakarta | 1      | Chine                                                                                   |
| Tournoi de qualification nord-américain | 5 octobre 2019       | Rockford   | 1      | États-Unis                                                                              |
| Tournoi de qualification sud-américain  | 25-27 octobre 2019   | Lima       | 1      | Brésil                                                                                  |
| Tournoi de qualification océanien       | 6-8 décembre 2019    | Mornington | 1      | Australie                                                                               |
| Tournoi de qualification mondiale       | 22-26 janvier 2020   | Gondomar   | 9      | Autriche Corée du Nord Corée du Sud Hong Kong Pologne Roumanie Singapour Taipei chinois |
| Pays hôte                               | 15 février 2020      | —          | 1      | Japon                                                                                   |
| Total                                   | Total                | Total      | 16     |                                                                                         |

### Double mixte
| Épreuve                                 | Date                | Lieu      | Places | Équipes qualifiées                                      |
| --------------------------------------- | ------------------- | --------- | ------ | ------------------------------------------------------- |
| Jeux européens de 2019                  | 22-29 juin 2019     | Minsk     | 1      | Allemagne                                               |
| Grande Finale du Pro Tour ITTF 2019     | 12-15 décembre 2019 | Zhengzhou | 4      | Chine Japon Hong Kong Taipei chinois                    |
| Tournoi de qualification africain       | 27-29 février 2020  | Tunis     | 1      | Égypte                                                  |
| Tournoi de qualification nord-américain | 7-8 mars 2020       | Kitchener | 1      | Canada                                                  |
| Tournoi de qualification asiatique      | 18-20 mars 2021     | Doha      | 1      | Inde                                                    |
| Tournoi de qualification sud-américain  | 13-17 avril 2021    | Rosario   | 1      | Cuba                                                    |
| Allocation place pour l'Océanie         | 1er mai 2021        | —         | 1      | Australie                                               |
| Classement mondial de l'ITF             | 1er mai 2021        | —         | 6      | Corée du Sud Slovaquie Autriche France Roumanie Hongrie |
| Total                                   | Total               | Total     | 16     |                                                         |